# ゆまに書房
株式会社ゆまに書房（かぶしきがいしゃゆまにしょぼう）は、東京都千代田区の出版社。 主に日本近世・近代史、日本近代文学関係の学術資料の復刻本などを出版する。
社名は、出版理念としているフランス語の「ユマニスム（HUMANISME）」にちなむ。

## 沿革
- 1975年（昭和50年） - 東京都千代田区内神田一丁目にて創業[1]。
- 1975年（昭和50年） - 近世文学の学術研究書を中心に出版活動を開始[1]。
- 1976年（昭和51年） - 書誌学体系「書誌書目シリーズ」を刊行[1]。2008年9月で87巻に至る[1]。
- 1982年（昭和57年） - 本社を旧社屋の隣地に移転[1]。人文・社会科学系全般にジャンルを広げる[1]。
- 1985年（昭和60年） - 創業10周年記念出版『内田魯庵全集』（野村喬監修、全16巻・別巻1）刊行[1]。以降、文学関係書を充実[1]。
- 1994年（平成6年） - 本社を現在地に移転[1]。教育図書出版を開始[1]。
- 2019年（平成31年）1月 - 大修館書店の関連会社『大修館A.S.』が、ゆまに書房の全株式を取得、大修館書店のグループ会社となる。[2]